# 잔지라

잔지라의 위치

잔지라(포르투갈어: Jandira)는 브라질 상파울루주의 도시로 면적은 17.523km2, 높이는 720m, 인구는 103,578명(2007년 기준), 인구 밀도는 5,910.97명/km2이다.